# تاجدارسوسمار

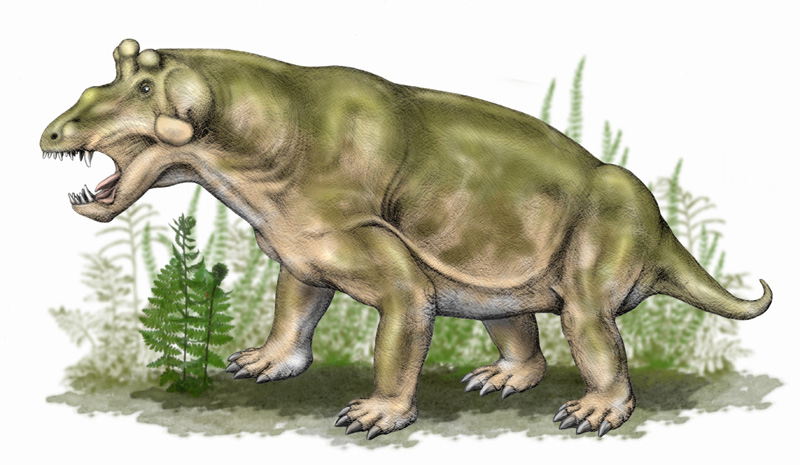

تاجدارسوسمار (نام علمی: Estemmenosuchus) نام یک سرده از راسته ددکاوان است که حدود ۲۶۷ میلیون سال پیش در روسیه می‌زیست این جانور ۴ متر طول داشت و به رغم جثه بزرگ و ظاهر نامتعارفش گیاهخوار بود تاجدارسوسمار دارای دندان‌های نیش بزرگ و برجسته و همچنین شاخ‌هایی بر روی سر خود بود و از این شاخ‌ها و دندان‌ها در رقابت برای جفت و دفاع در برابر شکارچیان استفاده می‌کرده‌است.